# Phaeothamniophyceae
Classe
Les Phaeothamniophyceae sont une classe d’algues de l’embranchement des Ochrophyta.

## Liste des ordres
Selon AlgaeBase (12 août 2017) :
- ordre des Aurearenales Kai, Yoshii, Nakayama & Inouye
- ordre des Phaeothamniales Bourrelly